# Intendencia de Lima
La intendencia de Lima o intendencia de ejército y provincia de Lima, denominada también superintendencia de Lima o provincia de Lima, fue una de las divisiones territoriales de la Corona española en el virreinato del Perú. Fue creada en 1784 y subsistió hasta 1821 cuando se creó el departamento de Lima dentro de la República del Perú. Comprendía a los actuales departamentos de Lima, Ica, Junín, Huánuco y Ancash. Eclesiásticamente la provincia formaba parte de la arquidiócesis de Lima.

## Antecedentes
La ciudad de Lima, conocida también como la ciudad de los Reyes, fue fundada por Francisco Pizarro el 18 de enero de 1535 en la margen derecha del río Rímac. 
Cuando el virrey del Perú Francisco de Toledo el 22 de diciembre de 1574 reorganizó los corregimientos de indios (o de naturales), que habían sido creados por el gobernador Lope García de Castro en 1565 al nombrar jueces de naturales, dispuso que los corregimientos de Huarochirí, Huaylas, Ica, Jauja, Arnedo (llamado después Chancay), Cajatambo y Canta dependieran de los alcaldes ordinarios del Cabildo de Lima. Todos ellos en el distrito de la Real Audiencia de Lima. En 1576 Cañete fue creado separándolo de Ica y de la ciudad de Lima. En 1591 el Cercado de Lima fue separado de Lima y de Cañete. En el siglo XVII el puerto del Callao pasó a tener un gobernador militar nombrado por el rey.
A raíz de una rebelión de Túpac Amaru II en 1783 el corregimiento de Huarochirí fue transformado en gobierno militar por el virrey Agustín de Jáuregui.  En 1784 los corregimientos dependientes de Lima eran: Huaylas, Ica, Jauja, Chancay, Cajatambo, Canta, Yauyos, Cercado de Lima, Cañete, Conchucos, Huamalíes, Tarma, Santa, Huánuco. Existían además los gobiernos políticos y militares del Callao y de Huarochirí.

## La intendencia
Los corregimientos fueron suprimidos en 1784, por el rey Carlos III y reemplazados por las intendencias. En el territorio del arzobispado de Lima se crearon las intendencias de Lima y de Tarma y los corregimientos se repartieron entre ellas pasando a ser partidos de la intendencia (o subdelegaciones): Cercado de Lima, Ica, Cañete, Chancay, Santa, Canta, Yauyos, gobierno de Huarochirí y gobierno del Callao.
El sistema de intendencias fue establecido en el Virreinato del Perú mediante la orden real de 5 de agosto de 1783, siendo aplicada la Real Ordenanza de Intendentes del Río de la Plata de 28 de enero de 1782. El primer intendente de Lima (quien asumió en 1784) fue el visitador general Jorge Escobedo y Alarcón, aprobado por el rey el 24 de enero de 1785. Poco después -en 1787- la intendencia quedó en manos del virrey hasta 1805 cuando asumió Juan María Gálvez.

## Independencia
José de San Martín el 12 de febrero de 1821 dictó un Reglamento Provisorio, dividiendo todo el territorio libre de la dominación española, en cuatro departamentos, el de Trujillo, el de Tarma, el de Huaylas y el de La Costa.

1. El territorio que actualmente se halla bajo la protección del ejército libertador, se dividirá en cuatro departamentos, comprehendidos en estos términos: (...) los de Santa, Chancay y Canta; formarán el Departamento denominado de la Costa.

2. En cada sección de estas, habrá un presidente de departamento: la residencia de los dos primeros, será en Trujillo, y Tarma; la del tercero en Huaráz, y la del cuarto en Huaura
Decreto del 12 de febrero de 1821

Los partidos del Cercado de la Capital, Yauyos, Cañete, Ica, y el Gobierno de Huarochiri formarán uno de los Departamentos libres del Perú, bajo la denominación de Departamento de la Capital.
Decreto del 4 de agosto de 1821

Un decreto del 4 de noviembre de 1823 agregó al departamento de la Capital el departamento de la Costa, creándose el departamento de Lima.

## Intendentes
- Jorge Escobedo y Alarcón (1784-1787)
- Juan María Gálvez (1805-1809 y 1812-1820)

## Partidos
Las siete intendencias originales del virreinato peruano se dividieron en 55 partidos, los cuales comprendían 483 doctrinas o parroquias y 977 anexos. La distribución por intendencia era la siguiente: Lima 9 partidos, Trujillo 7, Arequipa 8, Tarma 9, Huancavelica 4, Huamanga 7 y Cuzco 11.
La intendencia de Lima comprendía 74 doctrinas, 3 ciudades, 5 villas y 173 pueblos anexos.
| Partido    | Cabecera                   |
| ---------- | -------------------------- |
| Lima       | Ciudad de los Reyes        |
| Ica        | Villa de Valverde          |
| Cañete     | San Vicente de Cañete      |
| Arnedo     | Villa de Arnedo            |
| Santa      | Santa María de la Parrilla |
| Canta      | Canta                      |
| Yauyos     | Yauyos                     |
| Huarochirí | Huarochirí                 |
| Callao     | Callao                     |

Aunque no integraron directamente la intendencia de Lima, los gobiernos militares de Guayaquil, Osorno y de Chiloé quedaron bajo distintos grados de dependencia del virrey (a su vez intendente) luego de la creación de la intendencia.
- Gobierno de Chiloé (fue intendencia de Chiloé hasta fines de 1791. Rebajado por orden real de 24 de junio de 1789)
- Gobierno de Osorno (entre el 1 de junio de 1798 y el 28 de octubre de 1802 estuvo bajo dependencia directa del virrey del Perú Ambrosio O'Higgins, retornando luego a la Capitanía General de Chile)
- Gobierno de Guayaquil (el 7 de julio de 1803 por real orden fue segregado del distrito de la Real Audiencia de Quito y del Virreinato de Nueva Granada y pasó al Virreinato del Perú. El 23 de junio de 1819 el rey dispuso revertir el traslado excepto en la causa de guerra)